# Niederer Fläming
Niederer Fläming är en kommun i östra Tyskland, belägen i Landkreis Teltow-Fläming i förbundslandet Brandenburg, mellan städerna Jüterbog och Dahme/Mark omkring 75 km söder om Berlin. Kommunen bildades den 31 december 1997 genom en sammanslagning av 14 mindre kommuner och har sina nuvarande gränser sedan 2003, med administrativt säte i byn Lichterfelde. 
Kommunen ingår i kommunalförbundet Amt Dahme/Mark tillsammans med kommunerna Dahme/Mark, Dahmetal och Ihlow.

## Geografi
Kommunen ligger i det historiska kulturlandskapet Fläming, en högplatå, som också givit namn till kommunen. Landskapet domineras av moräner och glesbefolkade jordbruksområden, med små byar och medeltida stenkyrkor.

## Orter
Kommunen har 23 orter med status av kommundelar, Ortsteile: 
| - Bärwalde - Borgisdorf - Gräfendorf - Herbersdorf - Hohenahlsdorf - Hohengörsdorf | - Hohenseefeld - Höfgen - Körbitz - Kossin - Lichterfelde - Meinsdorf | - Nonnendorf - Reinsdorf - Riesdorf - Rinow - Schlenzer - Sernow | - Waltersdorf - Weissen - Welsickendorf - Werbig - Wiepersdorf |

## Befolkning
Området är relativt lantligt och glesbefolkat och saknar större tätorter. Området uppnådde sin största befolkning, drygt 7 000 invånare, under perioden strax efter 1945, då många flyktingar från tidigare tyska områden öster om Oder kom till Brandenburg. Sedan 1970-talet har utflyttningen och åldersstrukturen i trakten lett till en kraftigt nedåtgående befolkningstrend, och befolkningstalet låg 2012 på drygt 3 200 invånare.

## Kultur och sevärdheter
I byn Wiepersdorf ligger slottet Wiepersdorf, tillhörande släkten von Arnim, där författarparet Achim och Bettina von Arnim levde i början av 1800-talet. Traktens historia under denna tid är väl dokumenterad genom den omfattande och bevarade brevväxling som Achim von Arnim förde med hustrun, som huvudsakligen bodde i Berlin. Slottet blev under Östtyskland konstnärs- och författarkoloni där ett stort antal av tidens framstående kulturpersonligheter tillbringade kortare perioder. Efter en kortare tid som hotell och förändringar i ägarformen är slottet idag åter konstnärskoloni och inhyser även ett museum.
Till släkten von Arnims historiska ägor hörde även den medeltida borgruinen i byn Bärwalde.

## Kommunikationer
Genom kommunen leder förbundsvägarna Bundesstrasse 101 (Berlin - Meissen) och Bundesstrasse 102 (Rathenow - Luckau). Bussförbindelser finns bland annat västerut mot stationen i Jüterbog, med vidare regionaltågsförbindelser därifrån, och österut mot Dahme/Mark.